# Laure Lourié
Pour les articles homonymes, voir Lourié.
Laure Lourié, ou Laure de Zarate, est une chef costumière française, née le 9 août 1911 à Montpellier, morte le 13 janvier 2001  à Portland (Oregon).

## Biographie
Laure Lourié était la fille du peintre cubiste Manuel Ortiz de Zárate et l'épouse du chef décorateur Eugène Lourié.

## Filmographie
- 1937 : Yoshiwara
- 1938 : La Bête humaine de Jean Renoir
- 1940 : Sans lendemain de Max Ophüls
- 1940 : L'Or du Cristobal de Jean Stelli
- 1946 : Le Journal d'une femme de chambre (The Diary of a Chambermaid) de Jean Renoir
- 1947 : L'Exilé (The Exile) de Max Ophüls
- 1950 : Vengeance corse (Vendetta) de Mel Ferrer
- 1953 : Le Diamant bleu (The Diamond Queen) de John Brahm
- 1965 : Quand la terre s'entrouvrira (Crack in the World) de Andrew Marton
- 1965 : La Bataille des Ardennes (Battle of the Bulge) de Ken Annakin
- 1967 : Custer, l'homme de l'Ouest (Custer of the West) de Robert Siodmak
- 1969 : Krakatoa à l'est de Java (Krakatoa: East of Java)